# Rue Galande
Rue Galande je pařížská ulice v 5. obvodu, ve čtvrti Sorbonne. Je dlouhá 165 metrů a průměrně široká 12 metrů. Začíná u č. 2 rue des Anglais a č. 10 rue Lagrande a končí č. 1 rue Saint-Jacques a č. 17 rue Le Petit-Pont.

## Historie
Jméno je odvozeno od bývalé vinice patřící rodině Garlandů. Zrušena byla ve 13. století. Ve středověku tu sídlila Collège de Danemark.

## Památky
- kostel Saint-Julien-le-Pauvre

## Slavní obyvatelé
- Balthazar Martinot, hodinář